# Лендьель (археологическая культура)

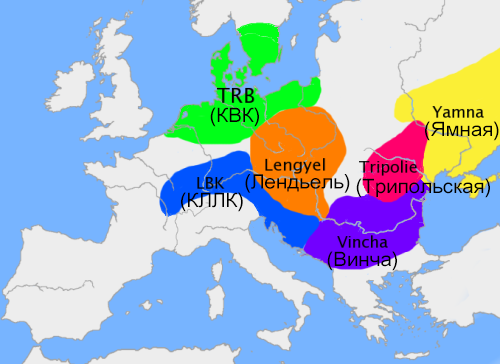
Распространение культуры Лендьель (оранжевый) в 3500 году до н. э.

Лендьель (венг. Lengyel) — центральноевропейская археологическая культура эпохи неолита (4900—3400 гг. до н. э.).

## Генетические связи
Сформировалась на базе локального варианта культуры линейно-ленточной керамики (вернее, культуры накольчатой керамики).
Преемником культуры Лендьель является культура воронковидных кубков.

## История открытия
Термин Лендьель ввёл австрийский археолог Освальд Менгин в 1920-х годах на основе артефактов, добытых Восинским при раскопке могил в конце XIX века.

## География
Венгрия, Чехия, Словакия, Закарпатье, Польша, Австрия, Словения.

## Керамика
Ранняя керамика несет следы росписи белой, красной и желтыми красками, тогда как поздняя керамика не расписана.
Керамика украшена росписью или резным орнаментом; много зооморфных и антропоморфных сосудов и керамических статуэток.

## Хозяйство
Основу хозяйства составляло земледелие с усилившимся (по сравнению с КЛЛК) влиянием охоты. Также возросла роль скотоводства (козы, овцы и свиньи).

## Палеогенетика
Исследованные геномы носителей культуры демонстрируют следующее соотношение предковых компонентов:
- ранние европейские земледельцы 85-98 %
- западноевропейские охотники-собиратели 4-12 %
- западные степные скотоводы 0-3 %

У представителя культуры Лендьель из венгерского местонахождения Apc-Berekalja I, жившего примерно 4360—4490 лет назад, была обнаружена митохондриальная гапплогруппа N1a1a1a и Y-хромосомная гаплогруппа I2a.